# Багратион-Мухранский, Иван Константинович
Князь Иван Константинович Багратион-Мухранский (1812—1895) — генерал-лейтенант (30.08.1858) русской императорской армии. Происходил из княжеского рода Багратион-Мухранских. Герой покорения Кавказа и Крымской войны.

## Биография
Иван Багратион-Мухранский родился 7 декабря 1812 года в селе Авчала под Тифлисом в семье генерал-лейтенанта Константина Ивановича Багратион-Мухранского (1782—1842), избранного в конце жизни предводителем дворянства Тифлисской губернии. Брат его отца Григорий также служил в русской армии (в чине генерал-майора).
Образование получил в Пажеском корпусе. 22 сентября 1830 года произведён в прапорщики и определён в Нижегородский драгунский полк, с которым принял участие в ряде экспедиций против горцев. За отличие был награждён орденами Святого Владимира 4-й степени с бантом (в 1838 году) и Святой Анны 3-й степени с бантом (в 1839 году), а также золотой саблей с надписью «За храбрость» (в 1844 году).
В 1848 году Иван Константинович Багратион-Мухранский был назначен командиром Эриванского полка. Когда в 1850 году, один из отважнейших сподвижников имама Шамиля, Даниель-бек, собрав до 5 тысяч горцев, бросился на Лезгинскую линию, князь Багратион-Мухранский взял те войска, которые были у него под рукой, выступил к нему навстречу и отбил везде неприятеля. Осенью того же года он принял со своим полком участие в отражении набега Хаджи-Мурата. 26 ноября 1851 года награждён орденом Святого Георгия 4-й степени за беспорочную выслугу 25 лет в офицерских чинах (№ 8605 по кавалерскому списку Григоровича — Степанова). 6 декабря 1850 года произведён в генерал-майоры.

Князь И. К. Багратион-Мухранский.

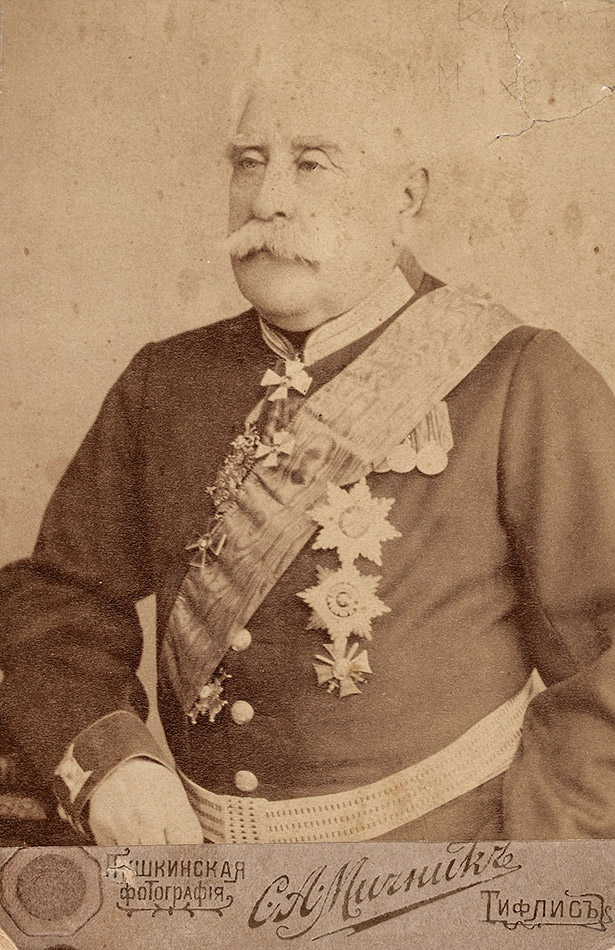
Князь И.К. Багратион-Мухранский при парадной форме. Середина 1890-х гг.

С началом Крымской войны, князь Багратион-Мухранский 18 июля 1853 года был назначен командиром Кавказской резервной гренадерской бригады (по другим данным назначение состоялось 16 января 1854 года), состоявшей из полков Грузинского гренадерского и Эриванского гренадерского, Кавказского стрелкового батальона и трёх батарей артиллерии. Это была «отборная кавказская пехота», которая служила графу И. Ф. Паскевичу, по выражению историка, «боевым молотом» и которая под руководством князя Багратиона-Мухранского решила исход сражения при Башкадыкларе 19 ноября 1853 года. Князь В. О. Бебутов послал эту бригаду в атаку на главную турецкую батарею, гренадеры штыками опрокинули турецкие батальоны, перекололи артиллерийскую прислугу и взяли батарею с 16 орудиями. Как только турецкая артиллерия смолкла, войска генерал-майора Н. С. Кишинского атаковали центр турецкого расположения, и сражение было выиграно. За свой подвиг князь Багратион-Мухранский был награждён 16 января 1854 года орденом Святого Георгия 3-й степени. В том же году за доблесть он получил и орден Святого Станислава 1-й степени.
25 октября (6 ноября) 1855 года, командуя Гурийским отрядом (20 тысяч л/с), потерпел поражение от турецких войск в сражении на реке Ингури.
В 1856 году был назначен состоять в распоряжении главнокомандующего Южной армией генерала от инфантерии А. Н. Лидерса, а затем командовал 18-й пехотной дивизией. 30 августа 1858 году был произведён в генерал-лейтенанты. 
В 1881 году князь Багратион-Мухранский вышел в отставку. Был одним из основателей Кавказского императорского общества сельского хозяйства, занимался виноделием. Он владел 400 десятинами виноградников и производил 30 тысяч вёдер вина в год. В 1889 году он представил свои вина на Всемирной выставке в Париже, получив за них золотую медаль и почётное звание Officier de merite agricole (почётного офицера от сельского хозяйства).
Иван Константинович Багратион-Мухранский скончался 11 марта 1895 года, похоронен в городе Мцхета.

## Награды
Российские:
- Орден Святого Владимира 4-й степени с бантом (21 ноября 1838)
- Орден Святой Анны 3-й степени с бантом (1839)
- Орден Святого Станислава 2-й степени (9 сентября 1842)
- Орден Святой Анны 2-й степени (2 августа 1844)
- Золотая сабля с надписью «За храбрость» (10 октября 1844)
- Императорская корона к ордену Святой Анны 2-й степени (21 апреля 1850)
- Орден Святого Владимира 3-й степени за отличие на Лезгинской линии (9 ноября 1850)
- Орден Святого Георгия 4-й степени (26 ноября 1851)
- Орден Святого Георгия 3-й степени за отличие в Башкадыкларском сражении (16 января 1854)
- Орден Святого Станислава 1-й степени (1854)
- Знак отличия беспорочной службы за XXV лет (1858)
- Орден Святой Анны 1-й степени с мечами (17.04.1860)
- Орден Святого Владимира 2-й степени (1864)
- Орден Белого орла (1875)
- Орден Святого Александра Невского (6 октября 1888)

Иностранные:
- Французский орден Сельскохозяйственных заслуг (1889)